# Хенти (река)
Хенти (англ. Henty River) — река на западе острова Тасмания (Австралия).

## География
Река Хенти берёт своё начало в горах хребта Уэст-Кост (West Coast Range), расположенного на западе Тасмании. Её исток находится на склоне горы Рид (Mount Read, 1124 м), на высоте около 840 м над уровнем моря, примерно в 10 км южнее города Розбери.
Сначала река Хенти течёт на юг, а затем, после пересечения с автомобильной дорогой  Зиан-Хайвей (Zeehan Highway), поворачивает на запад, в сторону побережья Индийского океана. Незадолго до впадения в океан реку пересекает автомобильная дорога  Хенти-Роуд (Henty Road), соединяющая города Стран и Зиан. Расстояние до города Стран — около 18 км.
В месте впадения реки Хенти в Индийский океан находится небольшой эстуарий. Хотя, согласно формальному определению, устье реки находится в зоне Большого Австралийского залива, на картах Тасмании он обычно не упоминается. У океанского берега рядом с эстуарием реки Хенти находятся песчаные дюны (Henty Dunes), высота которых достигает 30 м. Немного севернее, чем Хенти, в океан впадает река Литл-Хенти (Little Henty River).
Площадь бассейна реки Хенти составляет 502,5 км². Основными притоками реки Хенти являются реки Иоланда (Yolande River), Талли (Tully River) и Баджер (Badger River).

## Флора и фауна
В районах у верховьев реки Хенти водятся тасманийские дьяволы, пятнистохвостые сумчатые куницы, крапчатые сумчатые куницы и дикие кошки.
В реке Хенти водится кумжа (Salmo trutta, англ. brown trout — коричневая форель). Рыболовный сезон продолжается с начала августа по конец апреля. Рыбная ловля возможна не только с лодок, но и прямо с берега реки.